# Raión de Valky
Valky (en ucraniano: Валківський район) es un raión o distrito de Ucrania en el óblast de Járkov. 
Comprende una superficie de 1010 km².
La capital es la ciudad de Valky.

## Demografía
Según estimación 2010 contaba con una población total de 33107 habitantes.

## Otros datos
El código KOATUU es 6321200000. El código postal 63000 y el prefijo telefónico +380 5753.